# Mezihoří
Mezihoří település Csehországban, a Klatovyi járásban. Mezihoří Dolany, Švihov és Ježovy településekkel határos. Lakosainak száma 66 fő (2024. január 1.).

## Népesség
A település lakosságának változását az alábbi diagram mutatja:
| Lakosok száma | 180  | 182  | 199  | 132  | 88   | 77   | 63   | 63   | 68   | 66   |
|               | 1869 | 1890 | 1921 | 1950 | 1980 | 2001 | 2017 | 2019 | 2022 | 2024 |